# Larinioides subinermis
Larinioides subinermis là một loài nhện trong họ Araneidae. Loài này được tìm thấy ở Ethiopië. Loài này được miêu tả khoa học năm 1940